# 39e cérémonie des British Academy Film Awards
Pour la cérémonie des BAFTAs récompensant la télévision, voir la 33e cérémonie des British Academy Television Awards.
La 39e cérémonie des British Academy Film Awards, organisée par la British Academy of Film and Television Arts, s'est déroulée en 1986 et a récompensé les films sortis en 1985.

## Palmarès

### Meilleur film
- La Rose pourpre du Caire (The Purple Rose of Cairo)
  - Amadeus
  - Retour vers le futur (Back to the Future)
  - Witness
  - La Route des Indes (A Passage to India)

### Meilleur réalisateur
Aucune récompense.

### Meilleur acteur
- William Hurt pour le rôle de Luis Molina dans Le Baiser de la femme araignée (Beijo da mulher aranha)
  - Victor Banerjee pour le rôle du Dr. Aziz H. Ahmed dans La Route des Indes (A Passage to India)
  - F. Murray Abraham pour le rôle d'Antonio Salieri dans Amadeus
  - Harrison Ford pour le rôle de John Book dans Witness

### Meilleure actrice
- Peggy Ashcroft pour le rôle de Mrs Moore dans La Route des Indes (A Passage to India)
  - Mia Farrow pour le rôle de Cecilia dans La Rose pourpre du Caire (The Purple Rose of Cairo)
  - Kelly McGillis pour le rôle de Rachel Lapp dans Witness
  - Alexandra Pigg pour le rôle d'Elaine dans Bons baisers de Liverpool (Letter to Brezhnev)

### Meilleur acteur dans un second rôle
- Denholm Elliott pour le rôle de Vernon Bayliss dans Defence of the Realm
  - John Gielgud pour le rôle de Sir Leonard Darwin dans Plenty
  - James Fox pour le rôle de Richard Fielding dans La Route des Indes (A Passage to India)
  - Saeed Jaffrey pour le rôle de Nasser dans My Beautiful Laundrette

### Meilleure actrice dans un second rôle
- Rosanna Arquette pour le rôle de Roberta Glass dans Recherche Susan désespérément (Desperately seeking Susan)
  - Judi Dench pour le rôle de Marcia Pilborough dans Wetherby
  - Tracey Ullman pour le rôle de Alice Park dans Plenty
  - Anjelica Huston pour le rôle de Maerose Prizzi dans L'Honneur des Prizzi (Prizzi's Honor)

### Meilleur scénario original
- La Rose pourpre du Caire (The Purple Rose of Cairo) – Woody Allen
  - Retour vers le futur (Back to the Future) – Robert Zemeckis et Bob Gale
  - Witness – Earl W. Wallace et William Kelley
  - My Beautiful Laundrette – Hanif Kureishi

### Meilleur scénario adapté
- L'Honneur des Prizzi (Prizzi's Honor) – Richard Condon et Janet Roach
  - Amadeus – Peter Shaffer
  - La Route des Indes (A Passage to India) – David Lean
  - La Partie de chasse (The Shooting Party) – Julian Bond

### Meilleure direction artistique
- Brazil – Norman Garwood
  - La Route des Indes (A Passage to India) – John Box
  - Amadeus – Patrizia von Brandenstein
  - Retour vers le futur (Back to the Future) – Lawrence G. Paull

### Meilleurs costumes
- Cotton Club (The Cotton Club)
  - La Route des Indes (A Passage to India)
  - Amadeus
  - Legend

### Meilleurs maquillages et coiffures
- Amadeus
  - Legend
  - Mask
  - La Forêt d'émeraude (The Emerald Forest)

### Meilleure photographie
- Amadeus – Miroslav Ondříček
  - Witness – John Seale
  - La Route des Indes (A Passage to India) – Ernest Day
  - La Forêt d'émeraude (The Emerald Forest) – Philippe Rousselot

### Meilleur montage
- Amadeus – Nena Danevic et Michael Chandler
  - Chorus Line (A Chorus Line) – John Bloom
  - Retour vers le futur (Back to the Future) – Arthur Schmidt et Harry Keramidas
  - Witness – Thom Noble

### Meilleurs effets visuels
- Brazil
  - Legend
  - Retour vers le futur (Back to the Future)
  - La Rose pourpre du Caire (The Purple Rose of Cairo)

### Meilleur son
- Amadeus
  - Cotton Club (The Cotton Club)
  - Carmen
  - Chorus Line (A Chorus Line)

### Meilleure musique de film
- Witness – Maurice Jarre
  - La Forêt d'émeraude (The Emerald Forest) – Junior Homrich et Brian Gascoigne
  - Le Flic de Beverly Hills (Beverly Hills Cop) – Harold Faltermeyer
  - La Route des Indes (A Passage to India) – Maurice Jarre

### Meilleur film en langue étrangère
- Colonel Redl (Oberst Redl) •  Hongrie/ Allemagne de l'Ouest/ Autriche
  - Dim Sum - A little bit of Heart •  États-Unis
  - Carmen •  France/ Italie
  - Subway •  France

### Meilleur court-métrage
- Careless Talk – Noella Smith
  - One for my Baby – Chris Fallon
  - The Woman who Married Clark Gable – Thaddeus O'Sullivan

### Meilleure contribution au cinéma britannique
Michael Balcon Award.
- Sydney Samuelson

### Fellowship Award
Prix d'honneur de la BAFTA, récompense la réussite dans les différentes formes du cinéma.
- Steven Spielberg

## Récompenses et nominations multiples

### Nominations multiples
Films
 9  : La Route des Indes, Amadeus
 7  : Witness
 5  : Retour vers le futur
 4  : La Rose pourpre du Caire
 3  : Legend, La Forêt d'émeraude
 2  : Plenty, My Beautiful Laundrette, L'Honneur des Prizzi, Cotton Club, Chorus Line, Brazil, Carmen
Personnalités
 2  : Maurice Jarre

### Récompenses multiples
Légende : Nombre de récompenses/Nombre de nominations
Films
 4 / 9  : Amadeus
 2 / 2  : Brazil
 2 / 4  : La Rose pourpre du Caire

### Les grands perdants
0 / 5  : Retour vers le futur
 1 / 9  : La Route des Indes
 1 / 7  : Witness